# Околтин
Околтин (тадж. Оқолтин) — село в Кушониёнском районе Хатлонской области Республики Таджикистан. Входит в состав джамоата (сельской общины) Ориён Кушониёнского района.
Находится на расстоянии 14 км от райцентра (пгт. им. Исмоила Сомони) и 1 км до центра общины (с. Кахрамон).
Население — 218 чел. (2017).